# Броннер, Вольф Моисеевич
Во́льф (Вульф) Моисе́евич Бро́ннер (19 января 1876, Верхнеудинск, Забайкальская область, Российская империя — 7 марта 1939, Москва, СССР) — российский врач-венеролог, революционер. Деятель советского здравоохранения. Доктор медицины и дипломированный врач. Директор Государственного венерологического института им. В. М. Броннера. Ответственный редактор журнала «Венерология и дерматология».

## Биография
Родился в крестьянской семье. С 1894 года учился в Томском университете, но в 1899 был отчислен за участие в студенческих беспорядках, после чего уехал в Берлин. Ему удалось в 1900 году в Берлинском университете успешно пройти докторский экзамен и тогда же защитить диссертацию на доктора медицины. В том же году вернулся в Россию, сдал государственный экзамен в Казанском университете и стал дипломированным врачом.
В 1902 году вернулся в Берлин, тогда он вступил в члены местной социал-демократической организации. В конце 1902 вернулся в Томск, где принял участие в организации группы «искровцев». В 1903 — член Сибирского с.-д. союза и член Томского комитета.
В 1904 году вступил в ряды большевиков. В начале 1906 эмигрировал в Париж, принимал активное участие в эмигрантской кассе и парижской группе большевиков.
В 1913 нелегально вернулся в Россию. Арестован и по старому делу — за призыв в 1905 к организации вооруженного восстания в Томске — приговорен к году одиночного заключения.
После освобождения занялся научной и практической медицинской деятельностью.
С 1918 года работал в Наркомздраве. За его участием был создан первый в республике специальный институт (назван его именем) для подготовки врачей-венерологов и экспериментальных работ по изучению венерических болезней.
Член совета старейшин клуба Московского дома учёных (1924).
С 1924 по 1932 год — зав. отделом высшего медицинского образования Наркомпроса и член коллегии Главпрофобра.
В мае 1928 года БурЦИК по ходатайству Наркомздрава БМАССР присвоил Верхнеудинскому венерологическому диспансеру имя профессора В. М. Броннера.
В 1931—1935 годы — зав. кафедрой кожных и венерических болезней ЦИУ врачей. Одновременно (1932—1937) директор Государственного венерологического института (который носил его имя), заведующий иностранным отделом Наркомата здравоохранения СССР.

фото 1926 г.

Заслуженный деятель науки РСФСР (1934), Герой медико-санитарного Труда (1923).
Арестован 23 октября 1937 года по обвинению в шпионаже и участии в террористической организации. Расстрелян 7 марта 1939 года. Похоронен в общей могиле на Донском кладбище. Реабилитирован в апреле 1956 г.

## Редакторская деятельность
Был инициатором издания журнала «Венерология и дерматология» и первым его ответственным редактором в 1924—1937 годах. Принимал участие в создании «Большой медицинской энциклопедии» в первом её издании в качестве редактора отдела «Венерология».

## Семья
Жена, Елена Борисовна Броннер (1881—1965), урождённая Фуксман — дочь сибирского купца, училась вместе с В. М. Броннером в Берлине, вместе с ним начала революционную деятельность; в 1919-22 гг. работала в Наркомздраве, в 1922—1928 гг. возглавляла санаторий ЦЕКУБу в Кисловодске.
Старшая дочь, Вера Вульфовна Броннер (1904—1997), врач-диетолог.
Средняя дочь, Нелли Вульфовна Броннер (1913—1943), экономист.
Сын, Борис Вульфович Броннер (1916—1991) — инженер-связист, сотрудник Центрального телеграфа и Министерства связи СССР, автор нескольких книг и учебных пособий.

## Основные труды
- Броннер В. М. О стригущем лишае и парше: Для воспитателей, педагогов и родителей. Отд. сан. просв. Нар. ком. здрав. М : Гос. изд., 1921.
- Броннер В. М. Влияние социальных факторов на рост венерических болезней и роль государства в борьбе с этими болезнями. М., 1921.
- Броннер В. М. Положение и перспективы борьбы с венерическими болезнями в Республике // Труды 1-го Всероссийского съезда по борьбе с венерическими болезнями. М., 1924.
- Броннер В. М. Как бороться с сифилисом на селе: Беседа для крестьян. М : Изд-во НКЗ, 1925.
- Броннер В. М. Урод висён‘ёс сярысь. — Муско: СССР-ысь Калык‘ ёслы Шоретӥ Книгапоттонн, 1926. — 46 с. (удмуртский язык)
- Броннер В. М., Елистратов А. И. Проституция в России. — М.: Наркомздрав РСФСР, 1927.
- Броннер В. М. Венерическай урматнэ. — Москва: Центральное Издательство Народов С. С. С. Р., 1927. — 34 с. (мокшанский язык)
- Bronner V.M. Ueber die venerischen Krankheiten: Populäre Abhandlung. Deutsch von K. Hintze. M.: Zentralverlag der Völker der Sowjetunion, 1927.
- Броннер В. М. Педиця ормадо (венерической ормадо). — Москов: СССР-энь Наротнэнь Центриздатось, 1929. — 26 с. (эрзянский язык)
- Основные задачи летней практики студентов-медиков на медицинских сельских участках / Завед. Главпрофобром Вышинский. Завед. Отд. медиц. образ. В. Броннер. — Москва : изд-во Первого Моск. гос. ун-та, 1929 (19-я тип. «Мосполиграфа»).
- Броннер В. М. Проституция и пути её ликвидации. Л.: ГМИ, 1931.
- Броннер В.М. Триппер и борьба с ним / В. М. Броннер. М.; Л.: Огиз — гос. мед. изд., 1931.
- Броннер В. М. Венерические болезни. М.; Л., 1933.
- Теберда : Путеводитель / Под общей ред. проф. В. М. Броннера. [М.] : Моск. дом ученых, 1934 (тип. изд-ва «Крестьян. газ.»).
- Упрощенные методы серодиагностики сифилиса : [Сборник статей] / Под ред. и с пред. заслуженного деятеля науки проф. В. М. Броннера; [Введ.: С. Л. Ширвиндт]. — М.; Л.: Биомедгиз, 1936.
- IV Всесоюзный съезд по борьбе с венерическими и кожными болезнями. Москва 27 января — 2 февраля 1937 г. : Программа занятий и тезисы / Отв. ред. В. М. Броннер. Наркомздрав СССР. М.: 1 газ. тип. Мособлполиграфа, 1937.